# تيروني بيري
تيروني بيري (بالإنجليزية: Tyrone Berry)‏ (20 فبراير 1987 في المملكة المتحدة - ) هو لاعب كرة قدم بريطاني في مركز جناح ‏. لعب مع روشدين ودايموندز وستيفيناغ بوروه وفوريست غرين وكريستال بالاس ونادي غيلينغهام ونادي فارنبوروه ونادي ليويس ونادي يورك سيتي ونوتس كاونتي وهايز وييدينغ يونايتد ‏ ونادي كرولي تاون ونادي كينغستونيان وكراي واندررز وAshford Town (Middlesex) F.C. ‏ وBurgess Hill Town F.C. ‏ وEastbourne Town F.C. ‏ وTooting & Mitcham United F.C. ‏ وغرايز أتلاتيك ‏.

## وصلات خارجية
- تيروني بيري على موقع قاعدة بيانات كرة القدم.إي يو (الإنجليزية)
- تيروني بيري على موقع Soccerbase.com (لاعب) (الإنجليزية)